# Psychotria wollastonii
Psychotria wollastonii är en måreväxtart som beskrevs av Herbert Fuller Wernham. Psychotria wollastonii ingår i släktet Psychotria och familjen måreväxter. Inga underarter finns listade i Catalogue of Life.